# Гамма Журавля
Гамма Журавля (γ Gru / γ Gruis) — звезда третьей звёздной величины в созвездии Журавля. Звезда также известна как Аль Данаб, что значит «хвост» лежащего выше созвездия Южной Рыбы.
Во времена Птолемея эта неяркая звезда относилась к созвездию Южной Рыбы как бесформенная (она не входит в очертание этого созвездия).
Гамма Журавля имеет видимый блеск в +3,01 (третья звёздная величина) и является бело-голубым гигантом спектрального класса B8III. Светимость Гаммы Журавля составляет 210 светимостей Солнца, масса - около 4.8 солнечной, а расстояние от Земли — 203 световых года. Является третьей по яркости звездой созвездия Журавль (после Альнаира и Беты Журавля).